# Дифференциальные уравнения (журнал)
«Дифференциальные уравнения» — ежемесячный математический журнал, посвященный дифференциальным уравнениям и связанным с ними интегро-дифференциальным, интегральным уравнениями, а также уравнениям в конечных разностях. Издаётся с 1965 года. Включён в список научных журналов ВАК. Наименование английской версии журнала: Differential Equations.
Главный редактор: В. А. Садовничий.
Редакционная коллегия:
А. В. Арутюнов, Ф. П. Васильев, В. А. Винокуров, В. В. Власов, И. В. Гайшун, А. В. Гулин, С. В. Емельянов, Н. А. Изобов, А. В. Ильин, А. Б. Куржанский, Е. И. Моисеев (заместитель главного редактора), Ю. С. Осипов, С. И. Репин, Н. Х. Розов, В. Г. Романов,  В. В. Фомичев, Ф. Л. Черноусько, Т. К. Шемякина (заместитель главного редактора, ответственный секретарь).